# Vladimír Malár
Vladimír Malár (* 12. února 1976) je bývalý český fotbalista, útočník. S fotbalem začínal v Hruškách, putoval přes Sigmu Hodonín, Poštornou, Bardejov a opět Poštornou do Starého Města, v roce 1999 hostoval ve Slávii, ve stejném roce se do Starého Města vrátil. Po postupu mužstva do první ligy se stal kapitánem a v prosinci 2001 přestoupil za 8 milionů korun do AC Sparta Praha. Po půl roce v červnu 2002 se do Starého Města vrátil. Slušný tah na branku, rychlý, úspěšný střelec. V lize odehrál 229 utkání a dal 29 gólů.